# Космос (футбольный клуб, Павлоград)
Футбольный клуб «Космос» (укр. Футбольний клуб "Космос") — украинский футбольный клуб из Павлограда, Днепропетровской области. Под названиями «Колос» и «Шахтёр» выступал в чемпионатах СССР 1981—1991, Кубке СССР 1985/1986, чемпионатах Украины. Прекратил выступления в 1995 году под названием «Космос».

## Прежние названия
- 1973-1985: «Колос»
- 1986-1995: «Шахтёр».
- 1995-По сей день: «Космос».

## История

### История павлоградского футбола
В 1923 году при рабочем дворце, именовавшемся клубом имени Томского, был создан первый спортивный коллектив павлоградщины — футбольная команда «Металлист». Основателем этого коллектива был инструктор физкультуры Н. М. Золотоверхов. Одновременно были организованы ещё две команды — «Строитель» и «Желдор». Первые матчи состоялись на футбольном поле, находящемся возле расположения воинской части 88-го полка.
Ведущей командой в этот период был «Строитель» (впоследствии переименован в «Штурм»). Позднее участие в соревнованиях принимали также команды «Печатник» и «Пищевик». Увеличение числа футбольных команд послужило толчком к началу строительства стадиона в парке им. 1 Мая. В день его открытия (май 1927 года) команда «Штурм» встретилась со сборной 30-й Иркутской дивизии. В начале 30-х годов на смену распавшемуся «Штурму» пришла команда «Индустрой», состоящая из строителей и рабочих химзавода. С окончанием строительства химзавода была организована команда «Азот».
Во время Великой Отечественной войны часть футболистов ушла на фронт, часть эвакуировалась с заводами. Наступил длительный перерыв в футбольной жизни города.
В 1948 году была организована команда «Химик», играющим тренером которой был А. В. Журавлёв. Эта команда играла в первенстве УССР и пользовалась успехом у зрителей. В день её матчей стадион был переполнен. В связи с развитием Западного Донбасса в городе была организована команда «Шахтёр». После её распада была организована команда «Зенит», которая представляла Павлоград в чемпионате области.

### «Колос»
В 1973 году по инициативе председателя колхоза им. ХХІІ съезда КПСС И. С. Обдулы была создана команда «Колос». Команда принимала участие в первенстве и розыгрыше Кубка области, облсовета ДСО «Колос». На республиканскую арену команда вышла в 1977 году, участвуя в первенстве УССР среди коллективов физкультуры. Первый крупный успех пришёл к сельским футболистам в 1978 году, когда «Колос» под руководством старшего тренера В. Г. Багдосарова стал победителем ІІІ Всесоюзных сельских спортивных игр. В 1979 году павлоградцы заняли первое место в своей зоне первенства республики, а в финальной части стали четвёртыми. В 1980 году «Колос» оказался единственной из 72 команд-участниц первенства УССР, прошедшей предварительный этап без поражений. Финальный турнир проходил в Павлограде, и «Колос», заняв в нём первое место, впервые стал чемпионом УССР. Вместе со званием «чемпионов» павлоградские футболисты завоевали единственную путёвку во вторую лигу советского футбола.

Символическая сборная игроков «Колоса» по версии газеты «Світло Жовтня»

Дебют «Колоса» во второй лиге в 1981 году оказался удачным. На счету павлоградских футболистов победы над «Судостроителем», «Звездой», «Кристаллом» и другими командами зоны. А всего их в год дебюта было 19. В итоге «Колос» не потерялся среди 23 команд и занял 10 место.
Во время своего второго сезона во второй лиге первенства СССР, «Колос» длительное время (с 6 по 37 туры) возглавлял турнирную таблицу. В решающий момент первенства были проиграны шесть встреч подряд и в итоге заняли лишь третье место. Футболисты «Колоса» были награждены бронзовыми медалями первенства УССР 1982 года.
В сезоне 1983 года «Колос» стартовал во второй лиге неудачно, потерпев в первых двух матчах поражения, но затем тренерам удалось вывести команду на передовые позиции. Первый круг павлоградцы завершили лидерами. Успешно команда провела и вторую половину турнира, находясь всё время в группе лидеров. В итоге — 2-е место из 26 команд зоны. «Колос» завоевал также «Рубиновый Кубок», учреждённый редакцией газеты «Молодь Украины» для самой результативной команды украинской зоны второй лиги. Забив 99 голов, павлоградцы побили рекорд результативности, который продержался 19 лет (в 1964 году львовские армейцы забили 94 гола). В число «22» лучших футболистов второй лиги вошли вратарь В. Стрижевский (№ 2), центральный защитник Ю. Гревцов (№ 1), левый крайний нападающий А. Новиков (№ 1).
В сезоне 1984 года «Колос» повторил свой серебряный успех. Этот чемпионат прошёл по новой формуле. Команды зоны были разбиты на две группы по 13 команд. После двукругового турнира по шесть ведущих команд образовали группу, разыгрывавшую места с 1 по 12. Предварительный этап турнира павлоградцы провели неровно. Много очков было потеряно на выезде. Финальный турнир «Колос» провёл блестяще: в 12 матчах было одержано 10 побед. Занять первое место павлоградцам помешал «Судостроитель», нарушивший положение регламента. В домашней игре с главным конкурентом — «Нивой» (Винница), которую николаевцы выиграли со счётом 1:0, на поле вышел лишний возрастной игрок. После протеста «Нивы» результат матча был аннулирован и винничане стали победителями зонального турнира. В итоге у «Колоса» снова «серебро» первенства УССР. «Судостроитель» — третий.
По ходу сезона 1985 года из команды ушли многие лидеры. В рамках поиска оптимального состава на поле в футболках «Колоса» в этом сезоне выходило 36 футболистов. В итоге команда заняла 8-е место.

### «Шахтёр»
В 1986 году у павлоградской команды мастеров появилось новое название — «Шахтёр». Она стала представлять в первенстве СССР коллектив шахты им. Героев космоса ПО «Павлоградуголь». Растеряв многих игроков, павлоградцы не смогли на равных играть с соперниками и довольствовались в сезоне 1986 года лишь 24 местом. После окончания этого сезона команду покинул главный тренер А. П. Попинайченко, работавший с павлоградскими мастерами с 1979 года. «Шахтёр» возглавил Г. В. Кудзиев, работавший ранее старшим тренером футбольной школы «Днепр-75». Сменив снова почти весь состав, павлоградцы в сезоне 1987 года заняли всего лишь 21 место. Вновь сменился тренер. Под руководством М. К. Гарифулина «Шахтёр» в сезоне 1988 года занял 11 место. В следующем сезоне после 2-х очков в 11 матчах Мансура Гарифулина на тренерской скамье сменил А. В. Гришин. Лишь в 47-м туре после победы над «Кристаллом» (2:0) впервые за полгода «Шахтёр» покинул последнее место в турнирной таблице, заменивший его на этом месте «Новатор» (Жданов) потерял место среди мастеров.
25 ноября 1989 года в зале ДК им. Кирова состоялась учредительная конференция хозрасчётного футбольного клуба «Шахтёр». Первым президентом ФК был избран Владимир Иванович Иваненко, ранее работавший председателем горсовета ВДФСО профсоюзов. В 1990 году ФК «Шахтёр» поднялся в середину таблицы и завершил турнир на 8 месте. В 1991 году немного опустился — 12 место.

### Чемпионат Украины
Заняв 12-е место в последнем первенстве УССР, «Шахтёр» получил право стартовать в первом чемпионате независимой Украины в первой лиге. Занимая места в нижней части турнирной таблицы (9 место из 14 команд, 22 из 22, 20 из 22) «Шахтёр»,
перед вторым кругом сезона 1994/95 объединился с любительской командой «Космос» (Павлоград) под собственным названием. В следующем сезоне команда сменила название на «Космос» и снялась с соревнований после 11-го тура.

### 2010-е года
В настоящее время[какое?] павлоградский «Космос» представлен лишь в соревнованиях Днепропетровской области среди детских команд разных возрастов. В сезоне 2011/12 павлоградцы завоевали комплект золотых и два комплекта серебряных наград.

## Достижения
Чемпионат УССР:
- Серебряный призёр (2): 1983, 1984
- Бронзовый призёр (1): 1982

Рубиновый Кубок:
- Обладатель (1): 1983

### Любительские соревнования
Первенство УССР среди коллективов физкультуры:
- Победитель (1): 1980

## Статистика выступлений в чемпионате Украины
| Сезон   | Чемпионат       | Чемпионат | Чемпионат | Чемпионат | Чемпионат | Чемпионат | Чемпионат | Чемпионат | Кубок        | Кубок | Кубок | Кубок | Кубок | Кубок | Кубок | Примечание |
| Сезон   | Лига            | Место     | И         | В         | Н         | П         | М         | О         | Этап         | И     | В     | Н     | П     | М     | О     | Примечание |
| ------- | --------------- | --------- | --------- | --------- | --------- | --------- | --------- | --------- | ------------ | ----- | ----- | ----- | ----- | ----- | ----- | --- |
| 1992    | Первая          | 9 из 14   | 26        | 13        | 4         | 9         | 46−33     | 30        | 1/16 финала  | 2     | 1     | 0     | 1     | 2−3   | 2     | «Шахтёр» |
| 1992/93 | Первая          | 22 из 22  | 42        | 6         | 4         | 32        | 35−92     | 16        | 1/16 финала  | 4     | 2     | 1     | 1     | 7−7   | 5     | «Шахтёр» |
| 1993/94 | Вторая          | 20 из 22  | 42        | 9         | 12        | 21        | 29−58     | 30        | 1/64 финала  | 1     | 0     | 0     | 1     | 0−3   | 0     | «Шахтёр» |
| 1994/95 | Вторая          | 22 из 22  | 42        | 5         | 12        | 25        | 33−62     | 27        | 1/64 финала  | 1     | 0     | 0     | 1     | 0−3   | 0     | «Шахтёр», перед вторым кругом объединилась с любительской командой «Космос» (Павлоград) под названием «Шахтёр» (Павлоград) |
| 1995/96 | Вторая Группа Б | 21 из 21  | 0         | 0         | 0         | 0         | 0−0       | 0         | 1/128 финала | 1     | 0     | 0     | 1     | 0−1   | 0     | «Космос», снялась с соревнований после 11-го тура                                                                          |
| Всего   | Вторая          | 2 сезона  | 84        | 14        | 24        | 46        | 62−120    | 52        | >5 сезонов   | 9     | 3     | 1     | 5     | 9−17  | 7     | |
| Всего   | Первая          | 2 сезона  | 68        | 19        | 8         | 41        | 81−125    | 46        |              |       |       |       |       |       |       | |